# 743
| 743                |
| ------------------ |
| Dødsfald - Fødsler |
|                    |

| Gregoriansk kalender | 743 DCCXLIII            |
| Ab urbe condita      | 1496                    |
| Armensk kalender     | 192 ԹՎ ՃՂԲ              |
| Kinesiske kalender   | 3439 – 3440 壬午 – 癸未 |
| Etiopisk kalender    | 735 – 736               |
| Jødisk kalender      | 4503 – 4504             |
| Hindukalendere       |                         |
| - Vikram Samvat      | 798 – 799               |
| - Shaka Samvat       | 665 – 666               |
| - Kali Yuga          | 3844 – 3845             |
| Iransk kalender      | 121 – 122               |
| Islamisk kalender    | 125 – 126               |

Se også 743 (tal)

## Dødsfald
- 20. februar –  Eucharias, biskop i Orléans (født ca. 687).